# Электроника ИМ-32
Электроника ИМ-32. Кот-рыболов — электронная игра, одна из серии первых советских портативных электронных игр с жидкокристаллическим экраном, производимых под торговой маркой Электроника. Все электронные микропроцессорные игры серии «Электроника» имеют схожий дизайн и управление, по сути являясь клонами игры Электроника ИМ-02 («Ну, погоди!») с разными дисплеями.

## Описание игры
Управляя котом с удочкой, который может занимать четыре позиции, требуется наловить как можно больше рыбы. За пойманную рыбку игроку добавляется одно очко. Рыбы выпрыгивают из воды по четырем сторонам. Сначала рыбы выпрыгивают медленно, но постепенно темп игры ускоряется.
В случае падения рыбы в воду игроку добавляется штрафное очко, которое обозначается изображением крючка. Если падение произошло в присутствии щуки в левом углу, то игроку добавляется половина штрафного очка, изображение крючка при этом мигает. При получении 200 и 500 очков штрафные очки аннулируются. После падения трех (или более, в зависимости от ситуации) рыб в воду игра прекращается.
Игра имеет две степени сложности, вызываемые соответственно кнопками «Игра А» и «Игра Б», расположенными в правом верхнем углу игры. Под этими двумя кнопками находится кнопка «Время», при помощи которой изменяются настройки времени. Игра может служить настольными часами и будильником. На задней стороне игры расположена складывающаяся проволочная ножка, позволяющая ставить игру на стол по аналогии с фоторамкой.

## Фотографии
|  |  |  |

Сохранившийся и частично рабочий экземпляр датирован 26 февраля 1988 года выпуска.